# RadioShack

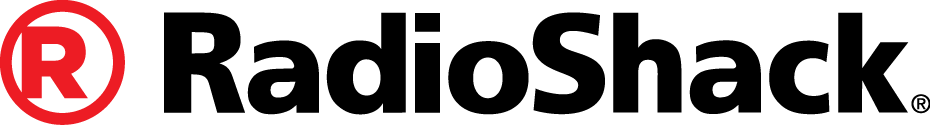
Logo używane od 2015 roku

RadioShack (formalnie RadioShack Corporation, wcześniej Tandy Corporation) – to nazwa handlowa amerykańskiego sprzedawcy elektroniki założonego w 1921 roku.
W szczytowym okresie w 1999 r. przedsiębiorstwo prowadziło sklepy pod nazwą RadioShack lub Tandy w Stanach Zjednoczonych, Meksyku, Wielkiej Brytanii, Australii i Kanadzie. Poza wymienionymi obszarami firma sprzedała licencje innym firmom, aby móc korzystać z marki RadioShack w innych częściach świata, w tym w Azji, Afryce Północnej, Ameryce Łacińskiej i na Karaibach.
W dniu 5 lutego 2015 r. RadioShack Corporation złożyła wniosek o ochronę na podstawie rozdziału 11 zgodnie z amerykańskim prawem upadłościowym po 11 kolejnych kwartalnych stratach. W dniu 13 maja 2015 r. General Wireless Inc., spółka stowarzyszona ze Standard General, nabyła aktywa spółki, w tym markę RadioShack i powiązane aktywa własności intelektualnej, za 26,2 mln USD.
W marcu 2017 r. General Wireless Inc. i powiązane spółki zależne złożyły wniosek o ogłoszenie upadłości oraz ogłoszono plany zamknięcia prawie wszystkich sklepów należących do firmy i przeniesienia działalności głównie do Internetu.
Od 2017 r. RadioShack działa przede wszystkim jako strona e-commerce, sieć około 500 niezależnych autoryzowanych sklepów dealerskich oraz jako dostawca części dla HobbyTown.
Pod koniec lipca 2018 r. RadioShack nawiązało współpracę z HobbyTown, aby otworzyć około 100 sklepów „Express” RadioShack.

## Znane wyroby
- TRS-80 – komputer osobisty